# John Davies (poeta)
Sir John Davies (aprile 1569 – 8 dicembre 1626) è stato un politico, avvocato e poeta inglese.

## Biografia
Figlio di John e Mary Davies, nacque nel Wiltshire nel 1569 e fu battezzato il 16 aprile. Studiò per quattro anni al Winchester College e poi andò all'Università di Oxford per perfezionarsi al Queen's College; tuttavia, vi rimase solo diciotto mesi ed è improbabile che abbia ottenuto la laurea. Nel 1588 si era ormai trasferito a Londra e immatricolato al Middle Temple, da cui però fu espulso per motivi disciplinari dopo diverse sospensioni. Nel 1592 viaggiò in Olanda e nel 1594 fu notato da Elisabetta I grazie ai suoi versi adulatori: la regina volle che Davies proseguisse con gli studi al Middle Temple e nel 1595, poco prima di cominciare ad esercitare l'attività forense, pubblicò la silloge Orchestra. Nel 1597 fu eletto membro del parlamento per Shaftesbury.
Nel febbraio 1598 fu radiato per essere entrato nella sala da pranzo delle Inns of Court in compagnia di due uomini armati e aver colpito Richard Martin (che lo aveva offeso in pubblico) con un randello. In seguito all'aggressione fuggì da Londra e si ritirò ad Oxford per dedicarsi alla poesia. Nel 1598 fece dare alle stampe Nosce Teipsum, grazie al quale rientrò nelle grazie della regina e ottenne il favore di Charles Blount, IV Barone Mountjoy; l'anno seguente pubblicò Hymns to Astrae, in onore della regina, ma, sempre nel 1599, i suoi epigrammi furono inseriti nella lista di libri messi al bando dai vescovi John Whitgift e Richard Bancroft e pertanto tutte le copie furono confiscate e bruciate. Nel 1601 gli fu permesso di tornare a praticare l'attività forense in seguito alle sue scuse pubbliche a Martin e, nello stesso anno, fu eletto parlamentare per Corfe Castle.
Nel 1603 prese parte alla delegazione che accompagnò Giacomo I dalla Scozia a Londra e trovò nel nuovo sovrano un ammiratore dei suoi versi. Giacomo infatti favorì Davies, onorandolo con il cavalierato e la nomina a vice-procuratore generale d'Irlanda. Due mesi dopo la nominata, sbarcò a Dublino nel novembre 1603, trovando una situazione devastata da carestie e pestilenza. Grazie anche al suo impegno nelle riforme legali e religiose, fu promosso a procuratore generale il 16 aprile 1606, mantenendo la carica fino alle dimissioni nel 1619, per diventare procuratore generale di Inghilterra e Galles; nel 1613 intanto era stato nominato speaker della Camera dei Comuni irlandese. La sua opera politica e legislativa diede un significativo contributo alla colonizzazione dell'Ulster. Di ritorno in Inghilterra nel 1619, fu tra i fondatori di quella che sarebbe diventata la Society of Antiquaries of London e nel 1621 fu eletto al parlamento per il distretto di Newcastle-under-Lyme. Nel 1626 fu scelto come nuovo Lord Chief Justice ma fu stroncato da un colpo apoplettico prima di prendere servizio.

## Vita privata
Nel 1609 sposò Eleanor Touchet, figlia del conte di Castlehaven; la coppia ebbe tre figli, di cui due sopravvissero fino all'età adulta: John, che era sordomuto, e Lucy, che avrebbe sposato Ferdinando Hastings.
Prolifica scrittrice e presunta mistica, Eleanor era nota per i modi stravaganti: nel 1625 affermò di aver sentito la voce del profeta Daniele mentre scriveva un commentario sul suo libro e descrisse l'esperienza all'arcivescovo di Canterbury. Il ridicolo che il comportamento della moglie arrecava alla famiglia mandò su tutte le furie Davies, che bruciò i manoscritti della donna. In tutta risposta, Eleanor iniziò a vestirsi a lutto, annunciando che il marito sarebbe morto entro tre anni. Rimasta vedova, Eleanor continuò a profetizzare, motivo per cui fu processata e imprigionata brevemente nel 1633; si risposò e fu abbandonata dal secondo marito, così alla sua morte nel 1652 fu sepolta accanto a Davies.